# ウィリアムズ・FW
ウィリアムズ・FW (Williams FW) は、フランク・ウィリアムズ・レーシングカーズが1975年のF1世界選手権に投入したフォーミュラ1カー。設計はジョン・クラーク。
原型は1973年のイソ-マールボロ・IR。1974年シーズンにジャンパオロ・ダラーラが2台を改修、フランク・ウィリアムズの頭文字を取ってイソ-マールボロ・FWと改名された。3台目のFWはシーズン中に完成した。1975年シーズン前にマールボロとイソがメインスポンサーから撤退し、75年にはウィリアムズの車としてFW01、FW02、FW03と改名されたが、同一の車種である。

## 開発
1973年シーズンのマシン、イソ-マールボロ・IRは3台が製作されたが、その内の2台がジャンパオロ・ダラーラに改修され、1974年シーズンにFWと改名された。IR03がFW01、IR01がFW02とされた。FW03は新車として製造された。ロン・トーラナックがシーズン後半にいくつかの改修を行っている。1975年シーズンには改修が行われ、ウィリアムズ・FWと改名されたが、外観の変更点はノーズが細くなった点と、コクピット前方が湾曲していた物が角張った点にある。第4戦スペイングランプリではFW04同様のラジエターを装着したノーズに変更された。
カラーリングは74年はマールボロがメインスポンサーであったため赤と白のカラーリングであったが、75年はメインスポンサーから外れたため白地のカラーリングとなった。

## レース戦績

### 1974
1974年シーズン前にイソとマールボロがメインスポンサーから撤退し、IRは若干の改修が行われイソ-マールボロ・FWと改名された。フランク・ウィリアムズはチームの資金不足を認識した。シーズンは当初1台体制（シャシーナンバー「02」）でエントリーし、元フェラーリのアルトゥーロ・メルツァリオがガンレイに代わって起用された。開幕戦のアルゼンチングランプリでメルツァリオは予選13位であったが、決勝はオーバーヒートでリタイアした。ブラジルでは予選9位となったが、決勝前にエンジントラブルが生じスペアカーに乗り換える。決勝では20ラップ目にスロットルトラブルが生じリタイアした。
南アフリカグランプリでウィリアムズは2台目（シャシーナンバー「01」）を投入、トム・ベルソを起用した。予選ではベルソは最下位、一方メルツァリオは3番グリッドを獲得した。決勝ではベルソはクラッチ滑りで1周目にリタイアしたが、メルツァリオは6位入賞でシーズン初のポイントを獲得した。この時点で新しいシャシー（「03」）が完成し、1台をスペアカー（通常は「01」）にできるようになった。スペイングランプリでベルソはプラクティスで最下位となり予選落ちする。一方メルツァリオは7番グリッドを獲得した。決勝ではうまくレースを運び、4位を走行したが38周目にコースアウトし、バリアーを乗り越えてカメラマンの一団に落下した。幸いにも負傷者はいなかった。
ベルギーグランプリではベルソに代わってジィズ・ヴァン・レネップがチームに復帰した。予選でヴァン・レネップは最下位となり、メルツァリオは7位となった。決勝はヴァン・レネップが14となったが、メルツァリオはドライブシャフトの破損でリタイアとなった。モナコグランプリはメルツァリオの1台体制で臨むこととなったが、スタート時の多重クラッシュでリタイアとなった。第7戦スウェーデングランプリの前にメルツァリオはスポーツカーレースに参加、クラッシュで指を負傷する。彼はスウェーデンでプラクティスを数周した後、欠場することとなる。代役にリチャード・ロバーツが起用されたが、ベルソがプラクティスで車を壊し、ロバーツの車を決勝で使用することとなり、ロバーツは参加できなかった。ベルソは予選21位、決勝は8位完走となったが、これが彼の経歴における最高位となった。
シーズン中盤はアクシデントのためにセカンドカーにシャシーナンバー「01」が使用しなければならず、予選落ちが続くこととなった。ヴァン・レネップがオランダグランプリで復帰したが予選落ちし、メルツァリオは予選21位、決勝はギアボックストラブルでリタイアとなった。フランスグランプリではジャン＝ピエール・ジャブイーユが起用されたが予選落ち（シャシーナンバー「01」が使用された最後のレース）した。メルツァリオは予選15位、決勝9位となった。イギリスグランプリではベルソが復帰、ジャブイーユもプラクティスには参加したが、ベルソは予選落ちした。メルツァリオは予選15位、決勝はエンジントラブルでリタイアした。
その後ドイツグランプリからはジャック・ラフィットが起用された。ラフィットは予選21位、メルツァリオは16位となり、決勝ではラフィットはサスペンショントラブル、メルツァリオはスロットルトラブルでリタイアした。オーストリアではメルツァリオは予選9位、ラフィットは12位となり、決勝ではメルツァリオは燃料システムトラブルでリタイア、ラフィットは17周遅れで非完走扱いとなった。
チームの運命はイタリアグランプリで転回した。メルツァリオとラフィットはそれぞれ15番手および17番手とグリッド中団からスタートし、ラフィットはエンジントラブルでリタイアしたが、メルツァリオは4位でフィニッシュし3ポイントを獲得した。これは3台のFWにとって最高位となる。続くカナダグランプリでも両者はグリッド中団からスタートし、共にリタイアとなった。メルツァリオはレース中盤でハンドリングに問題が生じ、ラフィットはパンクのためリタイアとなった。最終戦のアメリカグランプリでラフィットは初めて予選でメルツァリオを上回った（11位と15位）。決勝でラフィットはエンジントラブルでリタイアし、メルツァリオもエンジンが停止した際に車内の消火器が噴射しリタイアとなった。イソ-マールボロの名称でのレースはこれが最後になった。
チームはシーズンで4ポイントを獲得し、コンストラクターズランキング10位となった。

### 1975
3台のイソ-マールボロ・FWは1975年にウィリアムズ・FWと改名され、レイ・ストコーによって改修が行われたが、その設計は既に時代遅れになっていた。3台は同一車種ではあるがそれぞれFW01、FW02、FW03と再命名された。一番古いFW01（元はIRシャシーナンバー「01」）は引き続きスペアカーとして使用され、FW02（IRシャシー「02」）はシーズン序盤の3戦でのみ使用された。新造されたFW03はシーズンを通して使用され、スペイングランプリからはFW02に代えて新型のFW04も投入された。ウィリアムズの活動資金は乏しく、他チームから中古タイヤを購入することさえあった。ドライバーは前年に引き続いてメルツァリオとラフィットが起用された。
チームはラフィットがFW02、メルツァリオがFW03でシーズンに入った。開幕戦アルゼンチングランプリではラフィットが予選17位、メルツァリオが20位となり、決勝ではラフィットがギアボックストラブルでリタイア、メルツァリオは11周遅れで非完走扱いとなった。ブラジルグランプリではメルツァリオが11番手からスタートしたが、燃料システムトラブルでリタイアとなり、ラフィットは19番手からスタート、11位で完走した。FW02の最後のレースとなった南アフリカグランプリでは、ラフィットは23番手スタート、決勝は9周遅れで非完走扱いとなった。メルツァリオはFW03で予選15位、決勝はエンジントラブルでリタイアした。
ここまででチームは2度のノンタイトル戦にも参加した。最初は1975年のレースオブチャンピオンズで、マウリツィオ・フラミニがFW02をドライブしたが、プラクティスでクラッシュし決勝ではスタートできなかった。メルツァリオはFW03をドライブし7位に入っている。1975年BRDCインターナショナルトロフィーではメルツァリオがFW03をドライブしたが、エンジントラブルの後スタートできなかった。
スペイングランプリではラフィットが同日開催されたフォーミュラ2のレースに参加するため欠場し、イギリス人若手ドライバーのトニー・ブライズが起用された。ブライズはFW03をドライブして予選18位となり、新車のFW04をドライブしたメルツァリオは予選25位となる。決勝はブライズが7位、メルツァリオはコースの安全措置が不十分なことに抗議して撤退した。レースではロルフ・シュトメレン車のリアウィングが外れ、そのまま群衆の中に突っ込み5名が死亡した。モナコグランプリではスペインの事故を受けグリッドが18台に削減、メルツァリオはFW03をドライブして予選20位となり決勝に進出できなかった。ベルギーグランプリでメルツァリオは2ラップ目にクラッチトラブルでリタイア、メルツァリオはその後チームを離脱した。スウェーデングランプリではラフィットが再びF2参加のため欠場となり、ダミアン・マギーがFW03をドライブした。マギーは予選22位、決勝は14位となり、FW04をドライブしたイアン・シェクターはクラッシュでリタイアした。
オランダグランプリではシェクターがFW03を走らせ、ラフィットはFW04を走らせた。シェクターは予選19位、決勝12位に終わった。FW03はその後レースごとに別々のドライバーが走らせたが、良い結果は出せなかった。フランソワ・ミゴールはホームレースのフランスグランプリで予選24位となったが、決勝ではエンジントラブルでスタートできなかった。イギリスグランプリではジャン＝ピエール・ジャブイーユがFW03でエントリーしたが、ウィリアムズはエンジンが不足したため出走できなかった。ドイツグランプリではイアン・アシュレイがプラクティスでFW03を大きくクラッシュさせ、決勝はスタートできなかった。このレースでラフィットはFW04で2位に入り、チームの資金不足が大きく改善された。
FW03は修復され、ヨー・フォンランテンがオーストリアグランプリでドライブした。フォンランテンは予選28位となり、決勝はエンジントラブルでリタイアした。フォンランテンはノンタイトル戦のスイスグランプリでもFW03をドライブし、最後尾からスタート、9周遅れでフィニッシュし非完走扱いとなった。イタリアグランプリではレンツォ・ゾルジがドライブし、予選22位、決勝14位となった。最終戦のアメリカグランプリ前に2台目のFW04が完成し、FW03は退役することとなった。アメリカグランプリでは2台のFW04が使用されたが、2台ともスタートできなかった。
ウィリアムズは6ポイントを獲得しコンストラクターズランキング9位となったが、全てのポイントがFW04によるものであった。

## アポロン-ウィリアムズ
1976年、フランク・ウィリアムズはFW03をロリス・ケッセルに売却した。ケッセルはFW03を大幅に改訂し、それをアポロンと改名した。ケッセルはこの車で1976年イタリアグランプリにエントリーしたが、出走しなかった。1977年イタリアグランプリでは予選通過タイムから6秒遅れ、その後クラッシュしたため予選を通過することができなかった。

## F1における全成績
(key) （斜体はファステストラップ）
| 年     | チーム                                   | シャシー            | エンジン                      | タイヤ | ドライバー                     | 1   | 2   | 3   | 4   | 5   | 6   | 7   | 8   | 9   | 10  | 11  | 12  | 13  | 14  | 15  | 順位 | ポイント |
| ------ | ---------------------------------------- | ------------------- | ----------------------------- | ------ | ------------------------------ | --- | --- | --- | --- | --- | --- | --- | --- | --- | --- | --- | --- | --- | --- | --- | ---- | -------- |
| 1974年 | フランク・ウィリアムズ・レーシングカーズ | イソ-マールボロ・FW | フォード コスワースDFV 3.0 V8 | F      |                                | ARG | BRA | RSA | ESP | BEL | MON | SWE | NED | FRA | GBR | GER | AUT | ITA | CAN | USA | 10位 | 4        |
| 1974年 | フランク・ウィリアムズ・レーシングカーズ | イソ-マールボロ・FW | フォード コスワースDFV 3.0 V8 | F      | アルトゥーロ・メルツァリオ     | Ret | Ret | 6   | Ret | Ret | Ret |     | Ret | 9   | Ret | Ret | Ret | 4   | Ret | Ret | 10位 | 4        |
| 1974年 | フランク・ウィリアムズ・レーシングカーズ | イソ-マールボロ・FW | フォード コスワースDFV 3.0 V8 | F      | リチャード・ロバーツ           |     |     |     |     |     |     | DNS |     |     |     |     |     |     |     |     | 10位 | 4        |
| 1974年 | フランク・ウィリアムズ・レーシングカーズ | イソ-マールボロ・FW | フォード コスワースDFV 3.0 V8 | F      | トム・ベルソ                   |     |     | Ret | DNQ |     |     | 8   |     |     | DNQ |     |     |     |     |     | 10位 | 4        |
| 1974年 | フランク・ウィリアムズ・レーシングカーズ | イソ-マールボロ・FW | フォード コスワースDFV 3.0 V8 | F      | ジィズ・ヴァン・レネップ       |     |     |     |     | 14  |     |     | DNQ |     |     |     |     |     |     |     | 10位 | 4        |
| 1974年 | フランク・ウィリアムズ・レーシングカーズ | イソ-マールボロ・FW | フォード コスワースDFV 3.0 V8 | F      | ジャン＝ピエール・ジャブイーユ |     |     |     |     |     |     |     |     | DNQ |     |     |     |     |     |     | 10位 | 4        |
| 1974年 | フランク・ウィリアムズ・レーシングカーズ | イソ-マールボロ・FW | フォード コスワースDFV 3.0 V8 | F      | ジャック・ラフィット           |     |     |     |     |     |     |     |     |     |     | Ret | NC  | Ret | 15  | Ret | 10位 | 4        |
| 1975年 | フランク・ウィリアムズ・レーシングカーズ | ウィリアムズ・FW02  | フォード コスワースDFV 3.0 V8 | G      |                                | ARG | BRA | RSA | ESP | MON | BEL | SWE | NED | FRA | GBR | GER | AUT | ITA | USA |     | 9位  | 6*       |
| 1975年 | フランク・ウィリアムズ・レーシングカーズ | ウィリアムズ・FW02  | フォード コスワースDFV 3.0 V8 | G      | ジャック・ラフィット           | Ret | 11  | NC  |     |     |     |     |     |     |     |     |     |     |     |     | 9位  | 6*       |
| 1975年 | フランク・ウィリアムズ・レーシングカーズ | ウィリアムズ・FW03  | フォード コスワースDFV 3.0 V8 | G      | アルトゥーロ・メルツァリオ     | NC  | Ret | Ret |     | DNQ | Ret |     |     |     |     |     |     |     |     |     | 9位  | 6*       |
| 1975年 | フランク・ウィリアムズ・レーシングカーズ | ウィリアムズ・FW03  | フォード コスワースDFV 3.0 V8 | G      | トニー・ブライズ               |     |     |     | 7   |     |     |     |     |     |     |     |     |     |     |     | 9位  | 6*       |
| 1975年 | フランク・ウィリアムズ・レーシングカーズ | ウィリアムズ・FW03  | フォード コスワースDFV 3.0 V8 | G      | ダミアン・マギー               |     |     |     |     |     |     | 14  |     |     |     |     |     |     |     |     | 9位  | 6*       |
| 1975年 | フランク・ウィリアムズ・レーシングカーズ | ウィリアムズ・FW03  | フォード コスワースDFV 3.0 V8 | G      | イアン・シェクター             |     |     |     |     |     |     |     | 12  |     |     |     |     |     |     |     | 9位  | 6*       |
| 1975年 | フランク・ウィリアムズ・レーシングカーズ | ウィリアムズ・FW03  | フォード コスワースDFV 3.0 V8 | G      | フランソワ・ミゴール           |     |     |     |     |     |     |     |     | DNS |     |     |     |     |     |     | 9位  | 6*       |
| 1975年 | フランク・ウィリアムズ・レーシングカーズ | ウィリアムズ・FW03  | フォード コスワースDFV 3.0 V8 | G      | イアン・アシュレイ             |     |     |     |     |     |     |     |     |     |     | DNS |     |     |     |     | 9位  | 6*       |
| 1975年 | フランク・ウィリアムズ・レーシングカーズ | ウィリアムズ・FW03  | フォード コスワースDFV 3.0 V8 | G      | ヨー・フォンランテン           |     |     |     |     |     |     |     |     |     |     |     | Ret |     |     |     | 9位  | 6*       |
| 1975年 | フランク・ウィリアムズ・レーシングカーズ | ウィリアムズ・FW03  | フォード コスワースDFV 3.0 V8 | G      | レンツォ・ゾルジ               |     |     |     |     |     |     |     |     |     |     |     |     | 14  |     |     | 9位  | 6*       |

* 全てのポイントをウィリアムズ・FW04が獲得した。

## ノンタイトル戦における全成績
(key) （斜体はファステストラップ）
| 年     | チーム                                   | シャシー            | エンジン                      | ドライバー                 | タイヤ | 1   | 2   | 3   |
| ------ | ---------------------------------------- | ------------------- | ----------------------------- | -------------------------- | ------ | --- | --- | --- |
| 1974年 | フランク・ウィリアムズ・レーシングカーズ | イソ-マールボロ・FW | フォード コスワースDFV 3.0 V8 |                            | F      | PRE | ROC | INT |
| 1974年 | フランク・ウィリアムズ・レーシングカーズ | イソ-マールボロ・FW | フォード コスワースDFV 3.0 V8 | アルトゥーロ・メルツァリオ | F      | 3   |     |     |
| 1975年 | フランク・ウィリアムズ・レーシングカーズ | ウィリアムズ・FW02  | フォード コスワースDFV 3.0 V8 |                            | G      | ROC | INT | SUI |
| 1975年 | フランク・ウィリアムズ・レーシングカーズ | ウィリアムズ・FW02  | フォード コスワースDFV 3.0 V8 | マウリツィオ・フラミニ     | G      | DNS |     |     |
| 1975年 | フランク・ウィリアムズ・レーシングカーズ | ウィリアムズ・FW03  | フォード コスワースDFV 3.0 V8 | アルトゥーロ・メルツァリオ | G      | 7   | DNS |     |
| 1975年 | フランク・ウィリアムズ・レーシングカーズ | ウィリアムズ・FW03  | フォード コスワースDFV 3.0 V8 | ヨー・フォンランテン       | G      |     |     | NC  |

## 参照
1. ↑  “F1 technical”. f1technical.net. 2015年12月24日閲覧。
2. ↑  “F1 technical”. f1technical.net. 2015年12月24日閲覧。
3. ↑  “F1 technical”. f1technical.net. 2015年12月24日閲覧。
4. ↑  Hodges, David (2001). A-Z of Grand Prix Cars. Ramsbury, Wiltshire: Crowood. pp. 113. ISBN 1861263392
5. ↑  “1973 Canadian Grand Prix”.   Motor Sport. 2015年12月30日閲覧。
6. ↑  “Grand Prix results, Argentine GP 1974”. grandprix.com. 2015年12月21日閲覧。
7. ↑  “Grand Prix results, Brazilian GP 1974”. grandprix.com. 2015年12月21日閲覧。
8. ↑  “Grand Prix results, South African GP 1974”. grandprix.com. 2015年12月21日閲覧。
9. ↑  “Grand Prix results, Spanish GP 1974”. grandprix.com. 2015年12月24日閲覧。
10. ↑  “Grand Prix results, Belgian GP 1974”. grandprix.com. 2015年12月24日閲覧。
11. ↑  “Grand Prix results, Monaco GP 1974”. grandprix.com. 2015年12月24日閲覧。
12. ↑  Small, Steve (1996). The Grand Prix Who's Who Volume Two. Enfield, Middx: Guinness. pp. 359. ISBN 0851126235
13. ↑  “Grand Prix results, Swedish GP 1974”. grandprix.com. 2015年12月24日閲覧。
14. ↑  Small, Steve (1996). The Grand Prix Who's Who Volume Two. Enfield, Middx: Guinness. pp. 58. ISBN 0851126235
15. ↑  “Grand Prix results, Dutch GP 1974”. grandprix.com. 2015年12月24日閲覧。
16. ↑  “Grand Prix results, French GP 1974”. grandprix.com. 2015年12月24日閲覧。
17. ↑  “Grand Prix results, British GP 1974”. grandprix.com. 2015年12月24日閲覧。
18. ↑  “Grand Prix results, German GP 1974”. grandprix.com. 2015年12月24日閲覧。
19. ↑  “Grand Prix results, Austrian GP 1974”. grandprix.com. 2015年12月24日閲覧。
20. ↑  “Grand Prix results, Italian GP 1974”. grandprix.com. 2015年12月24日閲覧。
21. ↑  “Grand Prix results, Canadian GP 1974”. grandprix.com. 2015年12月24日閲覧。
22. ↑  “Grand Prix results, United States GP 1974”. grandprix.com. 2015年12月24日閲覧。
23. ↑  Hodges, David (2001). A-Z of Grand Prix Cars. Ramsbury, Wiltshire: Crowood. pp. 240. ISBN 1861263392
24. ↑  “Grand Prix results, Argentine GP 1975”. grandprix.com. 2015年12月24日閲覧。
25. ↑  “Grand Prix results, Brazilian GP 1975”. grandprix.com. 2015年12月24日閲覧。
26. ↑  “Grand Prix results, South African GP 1975”. grandprix.com. 2015年12月24日閲覧。
27. ↑  “1975 Race of Champions”.   Silhouet. 2015年12月31日閲覧。
28. ↑  “1975 BRDC International Trophy”.   Silhouet. 2015年12月31日閲覧。
29. ↑  “Grand Prix results, Spanish GP 1975”. grandprix.com. 2015年12月24日閲覧。
30. ↑  “Grand Prix results, Monaco GP 1975”. grandprix.com. 2015年12月24日閲覧。
31. ↑  “Grand Prix results, Belgian GP 1975”. grandprix.com. 2015年12月24日閲覧。
32. ↑  “Grand Prix results, Swedish GP 1975”. grandprix.com. 2015年12月24日閲覧。
33. ↑  “Grand Prix results, Dutch GP 1975”. grandprix.com. 2015年12月24日閲覧。
34. ↑  “Grand Prix results, French GP 1975”. grandprix.com. 2015年12月24日閲覧。
35. ↑  “Grand Prix results, British GP 1975”. grandprix.com. 2015年12月24日閲覧。
36. ↑  “Grand Prix results, German GP 1975”. grandprix.com. 2015年12月24日閲覧。
37. ↑  “Grand Prix results, Austrian GP 1975”. grandprix.com. 2015年12月24日閲覧。
38. ↑  “1975 Swiss Grand Prix”.   Silhouet. 2015年12月31日閲覧。
39. ↑  “Grand Prix results, Italian GP 1975”. grandprix.com. 2015年12月24日閲覧。
40. ↑  “Grand Prix results, US GP 1975”. grandprix.com. 2015年12月31日閲覧。
41. ↑  Hodges, David (2001). A-Z of Grand Prix Cars. Ramsbury, Wiltshire: Crowood. pp. 18. ISBN 1861263392